# Alpi Orobie
Le Alpi Orobie sono una sottosezione delle Alpi e Prealpi Bergamasche. Si estendono nelle province di Bergamo, Lecco, Sondrio e Brescia e sono limitate a nord dalla sponda meridionale della Valtellina inferiore che dal passo dell'Aprica si spinge in direzione ovest sino all'insenatura di Piona (all'estremità settentrionale del lago di Como). La vetta più alta è il Pizzo Coca, che raggiunge i 3.050 m s.l.m..

## Collocazione

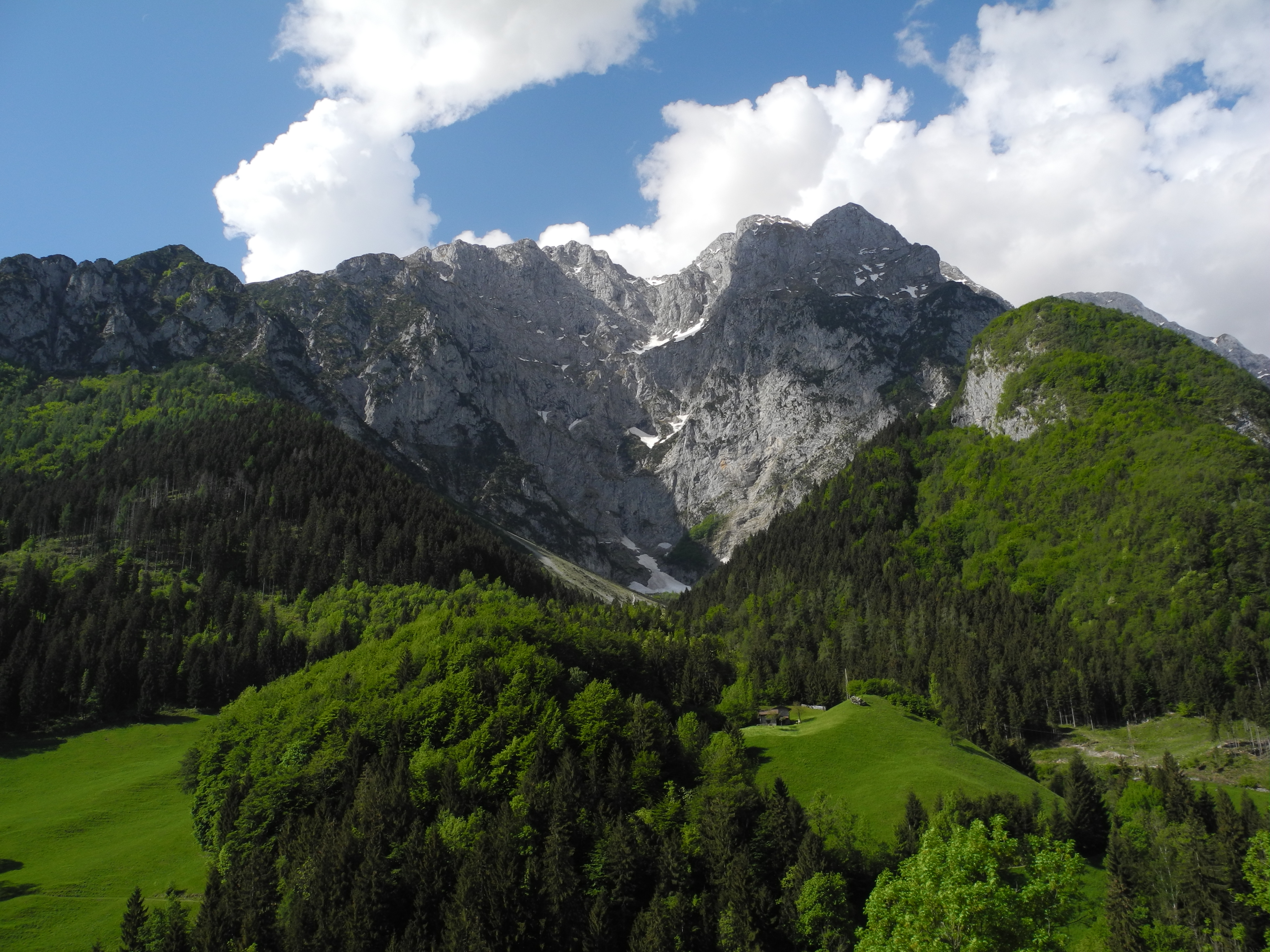
Val Las

Si trovano principalmente in provincia di Bergamo e sono comprese tra la Valsassina (Lecco) a ovest, la Valcamonica (Brescia) a est e la Valtellina (Sondrio) a nord.
A sud sono separate dalle Prealpi Bergamasche da una serie di valli secondarie della val Brembana, val Seriana e val Camonica: la Valsassina, la Valtorta, la val Secca, la Valcanale, la val Nembo, la val di Scalve e la val Paisco.
Mentre verso Nord si incide in precipiti ma brevi valli, la catena riserva verso Sud potenti contrafforti che delimitano le testate delle valli di Scalve, Seriana, Brembana, Varrone e Valsassina.
Su queste dorsali si innalzano alcuni massicci calcareo-dolomitici, caratteristici del panorama orobico ad esempio il massiccio della Presolana.
Ruotando in senso orario i limiti geografici sono: Passo dell'Aprica, Valle di Corteno, Val Camonica, Val Paisco, Passo del Vivione, Val di Scalve, Val Nembo, Passo della Manina, Val Seriana, Valcanale, Passo della Marogella, Val Secca, Val Brembana, Valtorta, Piani di Bobbio, Valsassina, Lago di Como, Valtellina, Passo dell'Aprica.
Anticamente questi monti furono considerati un tutt'uno con le Prealpi Bergamasche, ma da tempo è definitivamente prevalsa anche dai geografi, una partizione tra Prealpi Bergamasche e Alpi Orobie, che segue grosso modo la linea di passaggio tra la struttura alpina e quella prealpina, strutture caratterizzate da una diversa altitudine, forme diverse del terreno e un diverso rivestimento vegetale.
Le Alpi Orobie sono ben individuate dal punto di vista geologico, essendo comprese tra due grandi sistemi di faglie che le separano dalle Alpi Retiche a nord e dalle Prealpi Bergamasche a sud e sono costituite quasi esclusivamente da rocce molto antiche, modellate in forme comuni alle Alpi Retiche vere e proprie.

## Classificazione
La classificazione SOIUSA delle Alpi Orobie è la seguente:
- Grande parte = Alpi Orientali
- Grande settore = Alpi Sud-orientali
- Sezione = Alpi e Prealpi Bergamasche
- Sottosezione = Alpi Orobie
- Codice = II/C-29.I

## Suddivisione

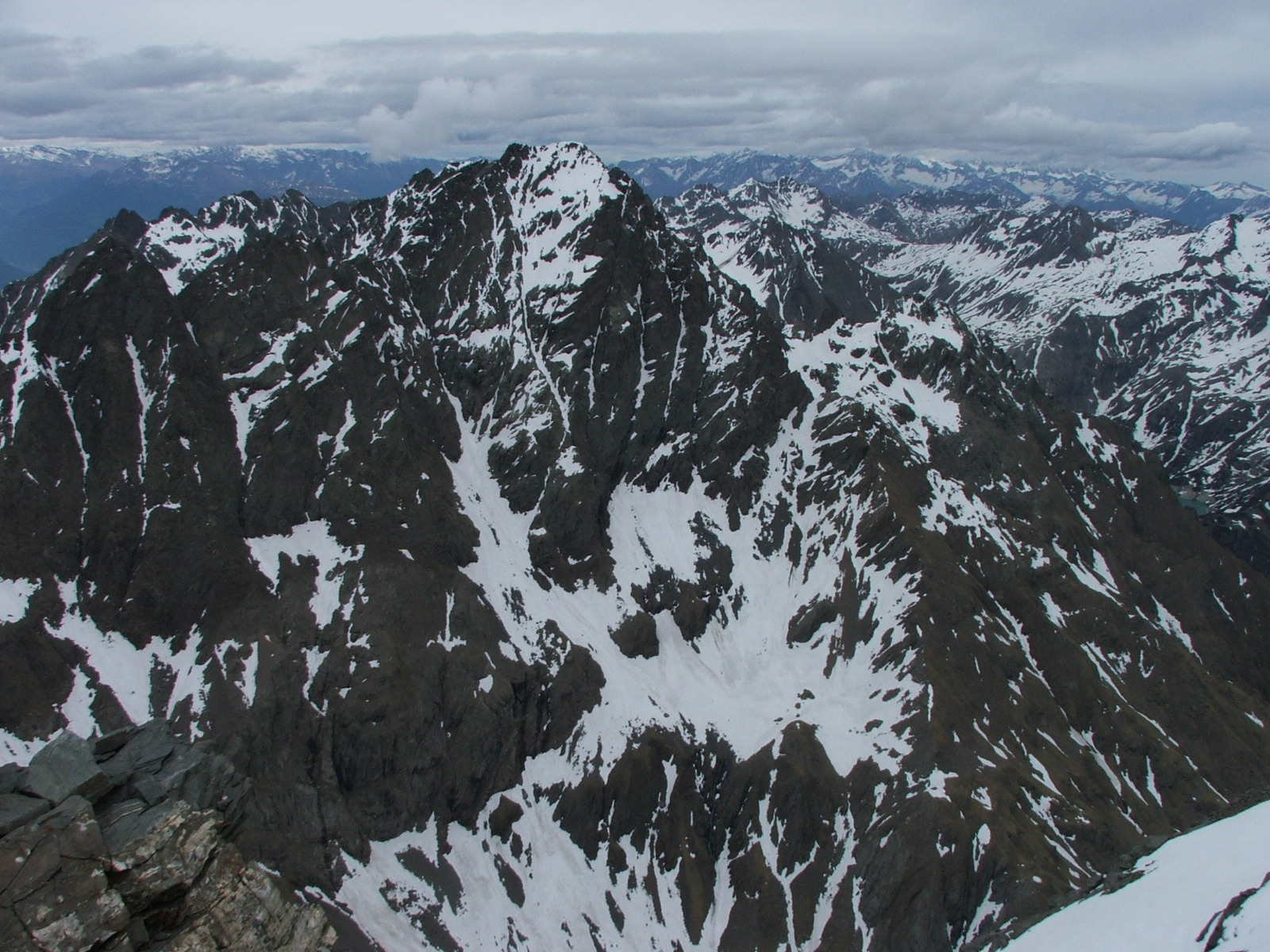
Il Pizzo Coca

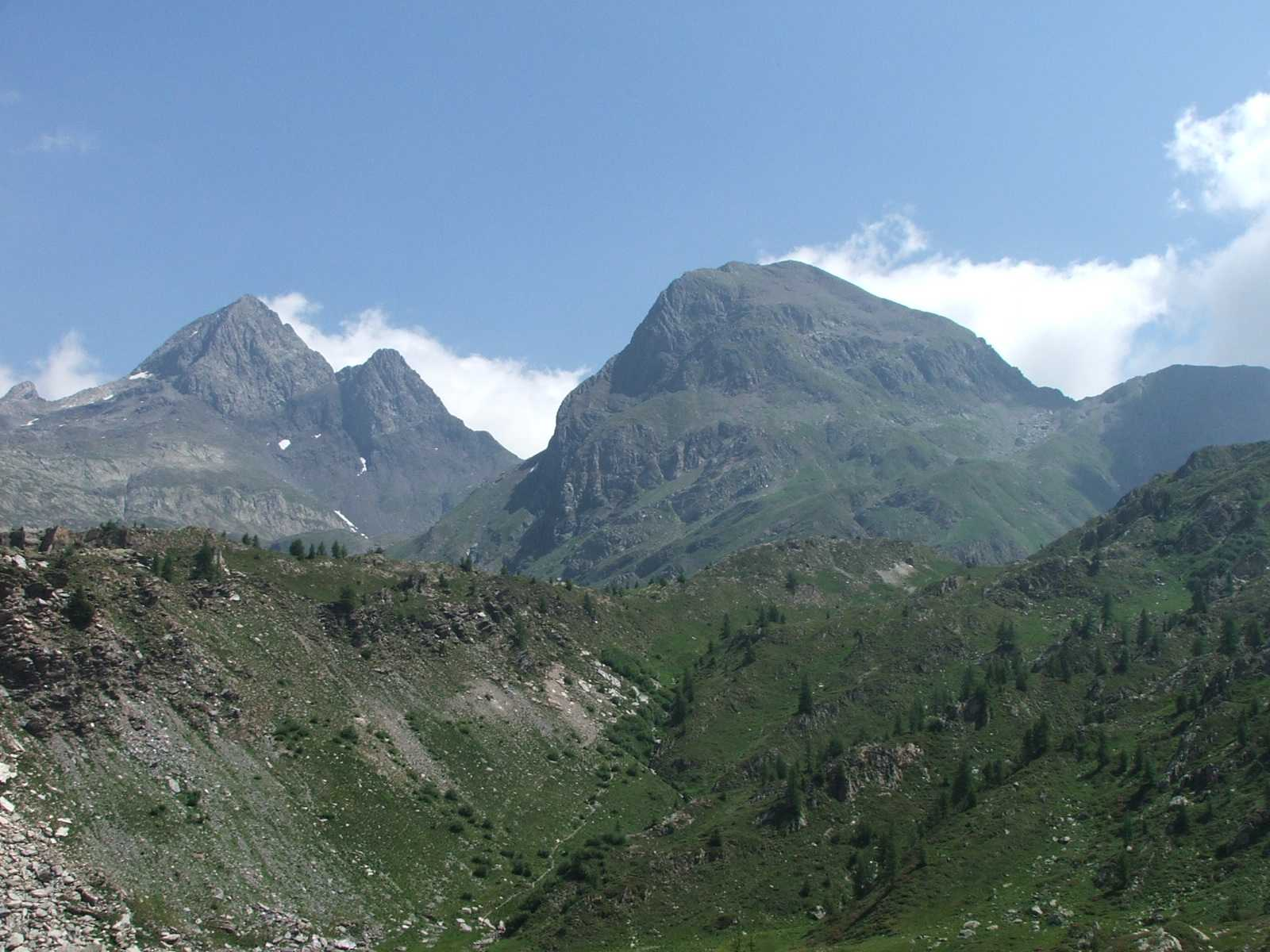
Il Pizzo del Diavolo di tenda e il Monte Grabiasca

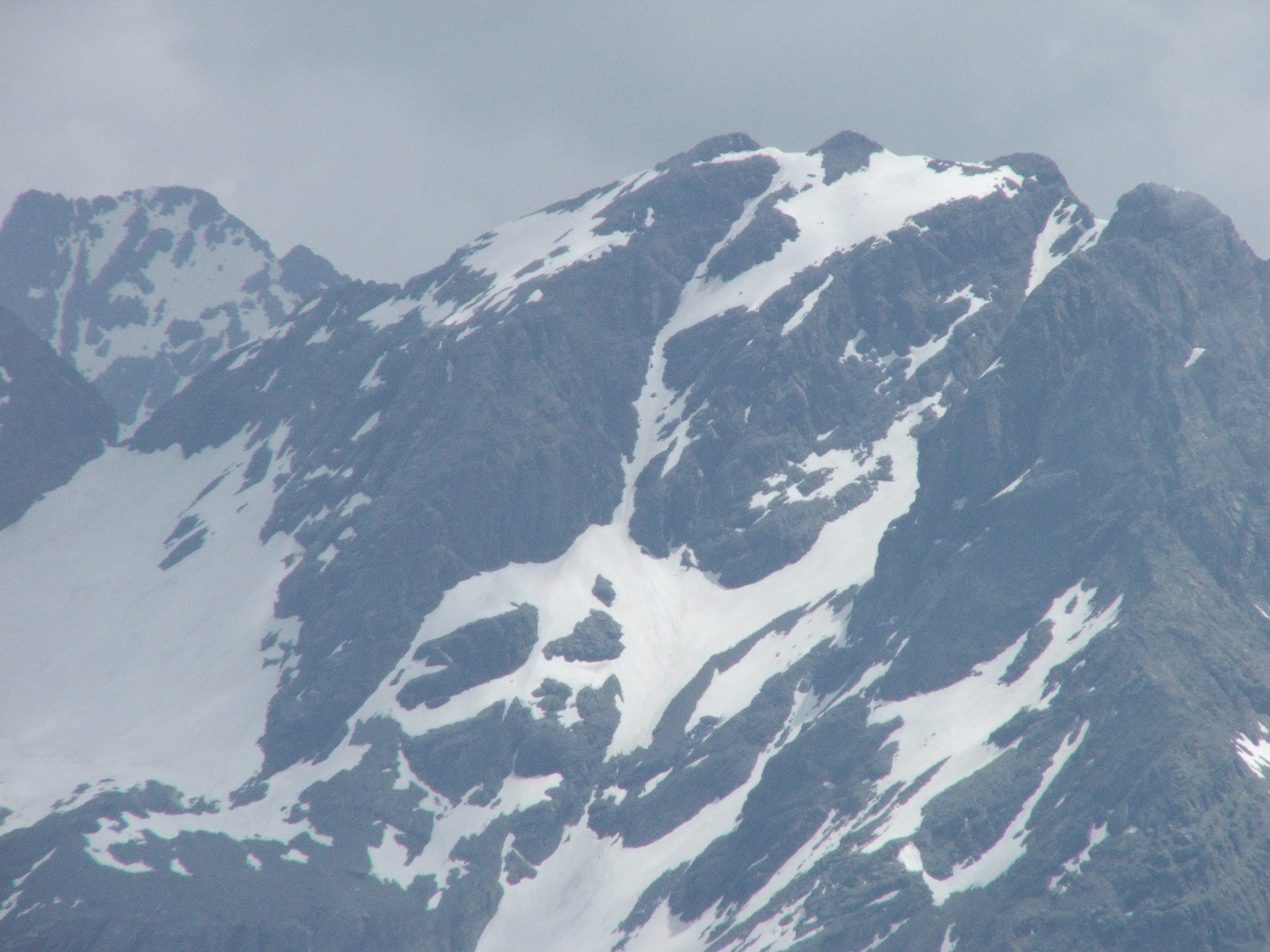
Pizzo Redorta

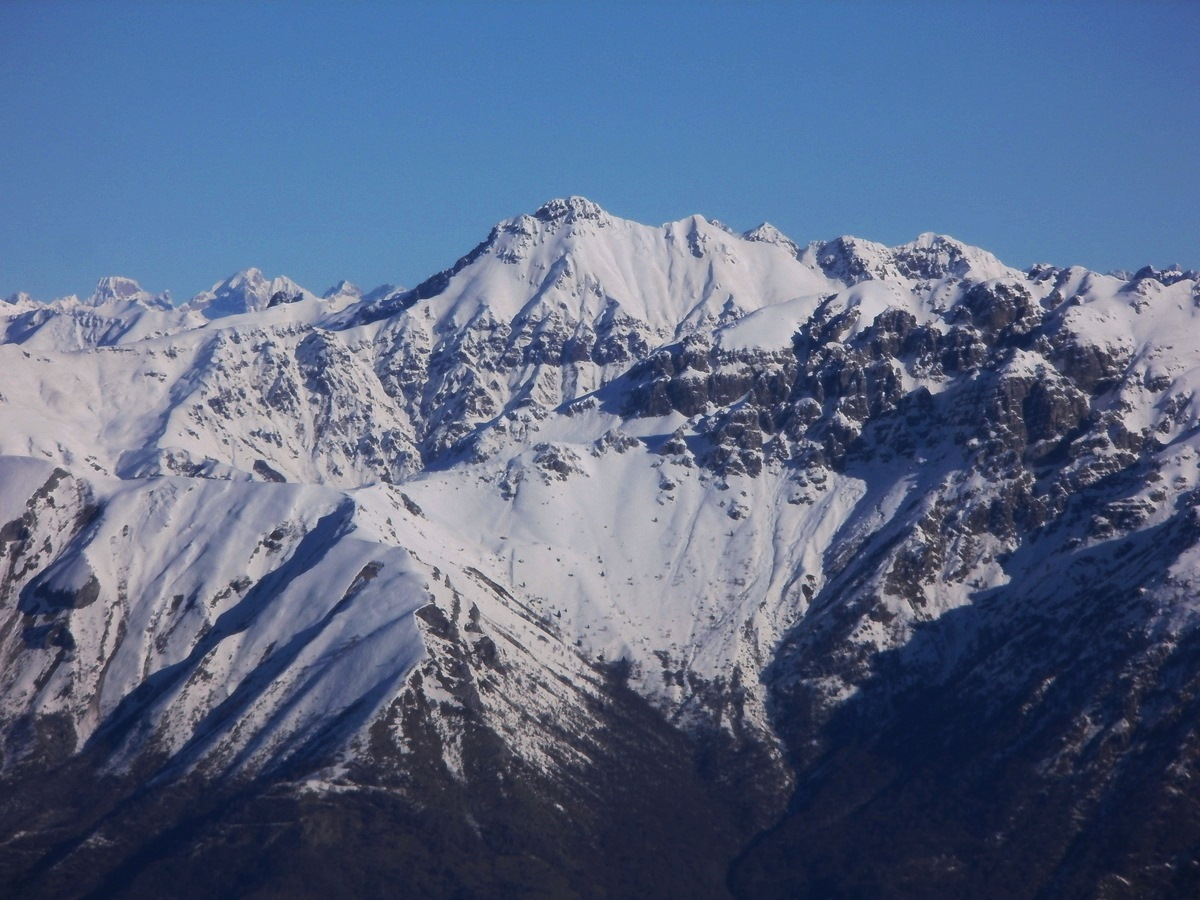
Pizzo dei Tre Signori

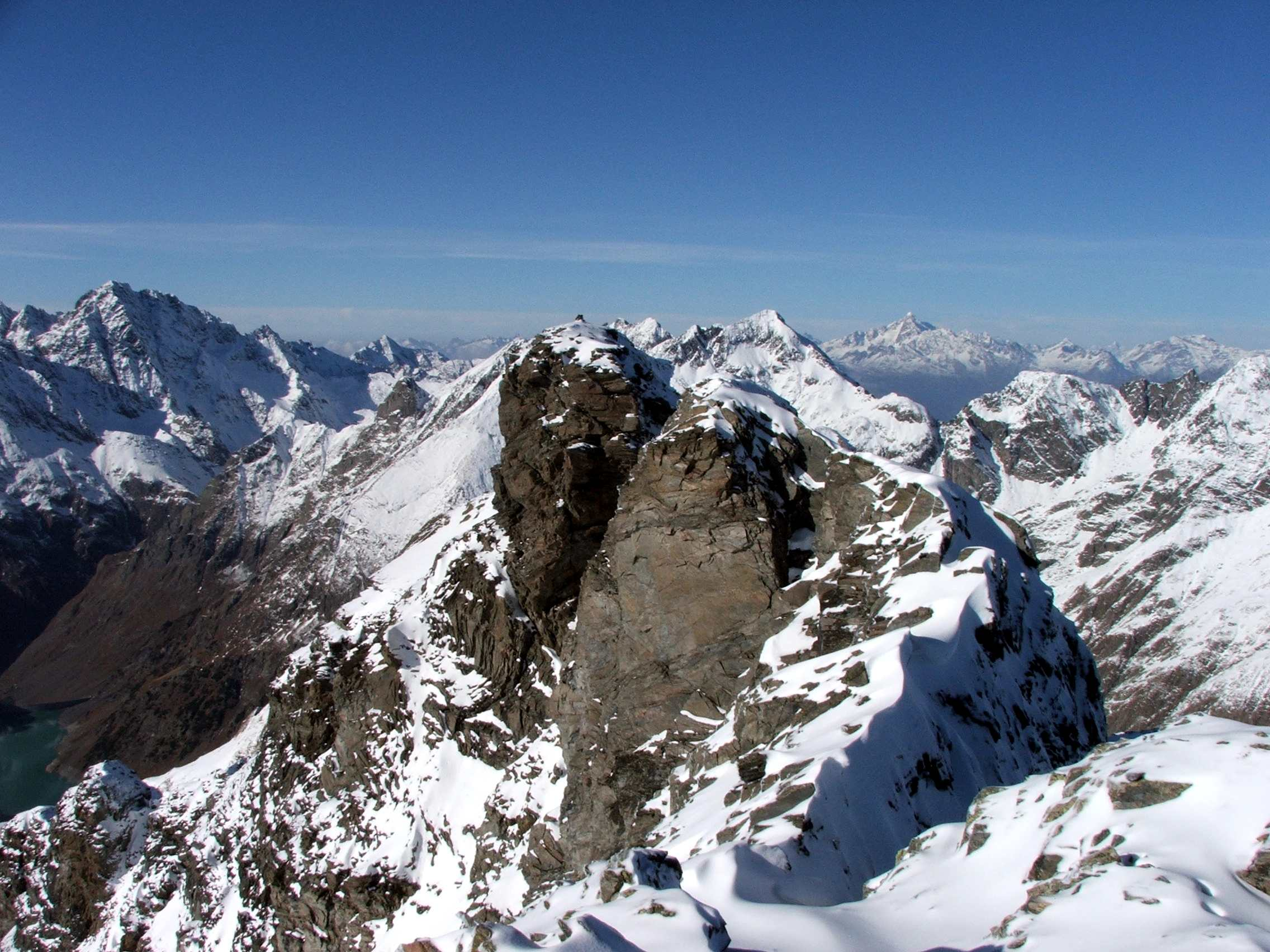
Monte Costone

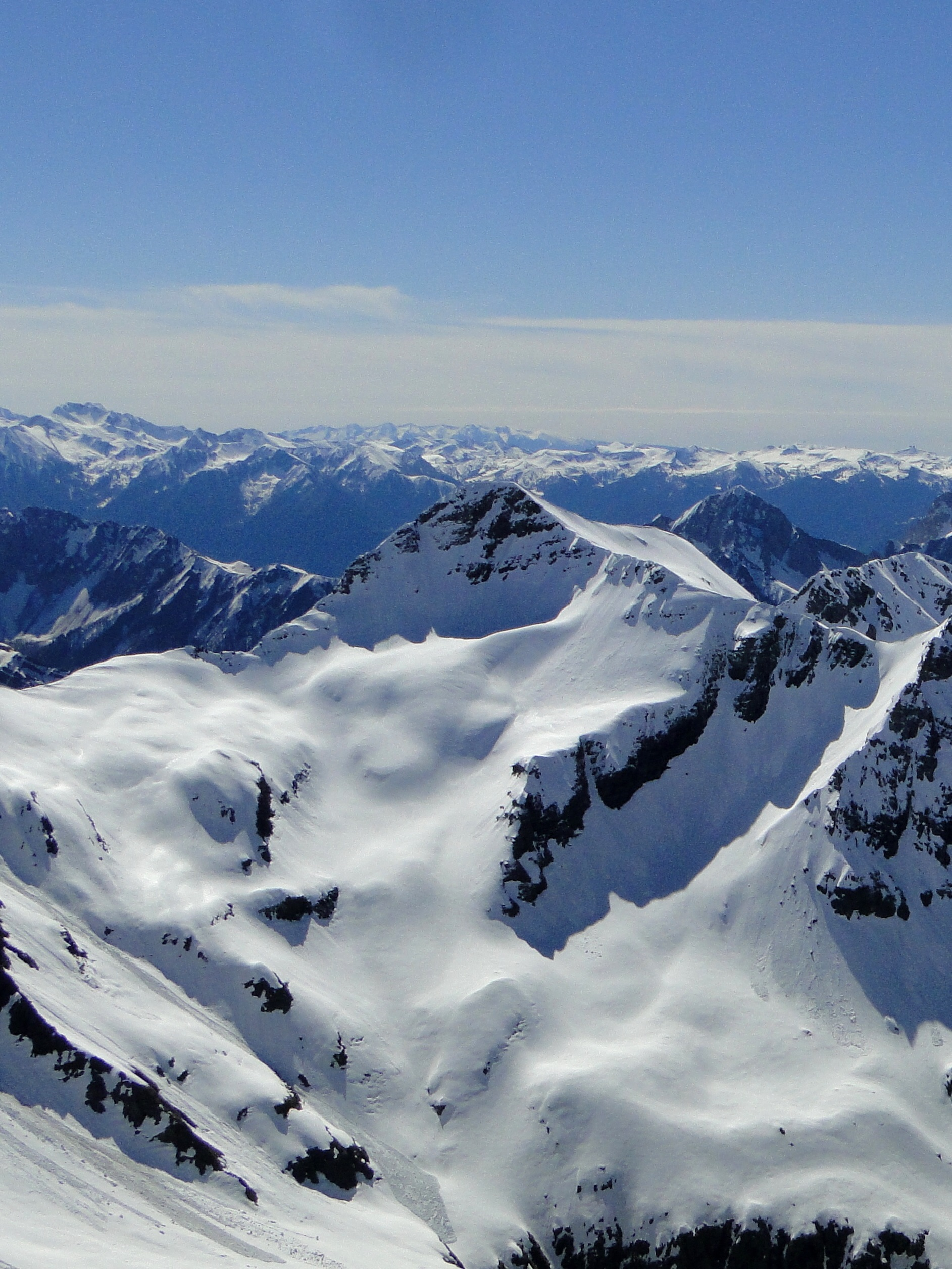
Pizzo Tornello

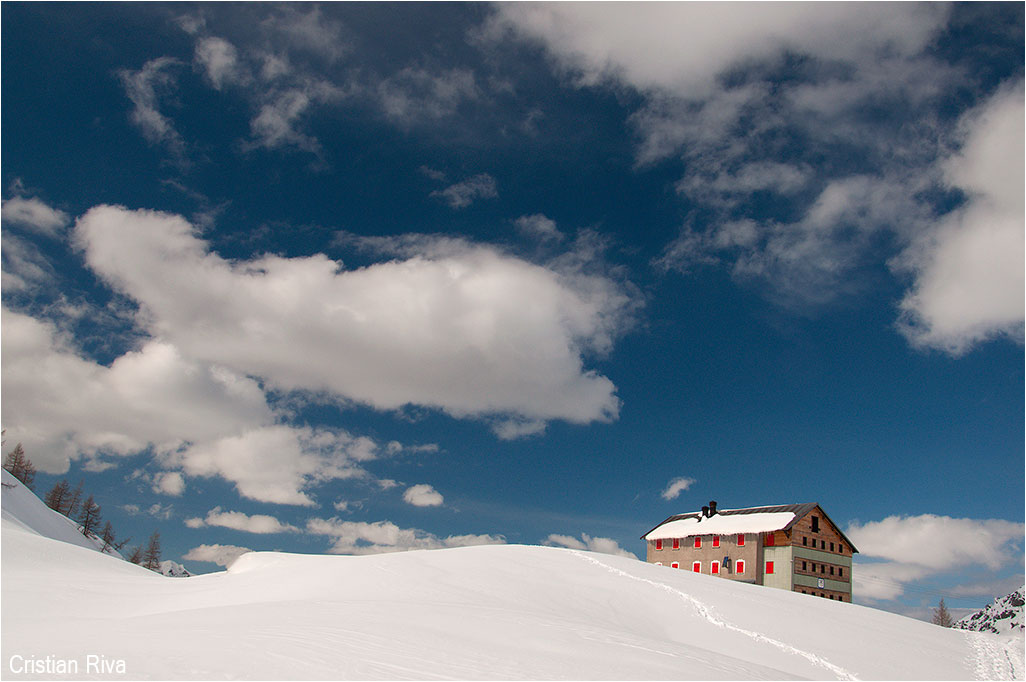
Inverno al rifugio Laghi Gemelli

Secondo la SOIUSA si suddividono in due supergruppi (SPG), sette gruppi (GR) e cinque sottogruppi (STG):
- Catena Telènek-Coca-Poris (Alpi Orobie Orientali) (A)
  - Gruppo del Telènek (A.1)
  - Gruppo di Coca (A.2)
    - Sottogruppo del Barbellino (A.2.a)
    - Sottogruppo Scais-Redorta (A.2.b)
    - Sottogruppo del Pizzo del Diavolo (A.2.c)

  - Gruppo del Poris (A.3)
    - Sottogruppo Poris-Cabianca (A.3.a)
    - Sottogruppo del Pradella (A.3.b)
- Catena Corno Stella-Tre Signori-Legnone (Alpi Orobie Occidentali) (B)
  - Gruppo del Masoni (B.4)
  - Gruppo del Ponteranica (B.5)
  - Gruppo del Tre Signori (B.6)
  - Gruppo del Legnone (B.7)

## Orografia
Numerosi sono i rilievi costituenti la dorsale delle Orobie. Tra i più importanti possiamo individuare:
- Il gruppo del "Tre Signori" che si estende dal Passo di Salmurano alla Bocchetta di Trona. È alto 2.554 metri e prende il nome dagli antichi confini politici che la sua cima individuava: tre stati, quali il Ducato di Milano, la Repubblica Veneta e la Repubblica dei Grigioni si incontravano sulla cima; oggi a questa altitudine si incontrano le province di Bergamo, Lecco e Sondrio.
- Procedendo verso est, troviamo il gruppo del Ponteranica, il quale si estende tra il Passo San Marco e il Passo Salmurano. La vetta orientale, nella stagione invernale, è la classica meta di sciatori e alpinisti provenienti sia dal versante bergamasco che da quello valtellinese. Il gruppo prende il nome dal Comune di Ponteranica, proprietario dal XVI secolo dei pascoli che si estendevano alla base dei versanti meridionali della montagna. Al giorno d'oggi, quegli alpeggi vengono utilizzati dai pastori nella stagione estiva.
- Il Pizzo Coca, alto 3.050 metri è la cima più elevata delle Orobie. Apprezzato dagli alpinisti è il ripido canalone che incide il versante nord e che scende dalle due vette costituenti la cima della montagna. Su uno sperone roccioso, dominante l'omonima Val di Coca, sorge un rifugio che offre una vista spettacolare sulle valli circostanti. È l'ideale base d'appoggio per escursioni al Lago di Coca o al gruppo Scais-Redorta.

### Vette
Le vette principali delle Alpi Orobie sono:
- Pizzo Coca - 3.050 m s.l.m.
- Pizzo Redorta - 3.038 m
- Pizzo di Scais - 3.038 m
- Pizzo Porola - 2.981 m
- Cima di Caronno - 2.945 m
- Pizzo del Diavolo della Malgina - 2.924 m
- Dente di Coca - 2.924 m
- Pizzo del Diavolo di Tenda - 2.914 m
- Monte Torena - 2.911 m
- Pizzo Recastello - 2.886 m
- Monte Gleno - 2.882 m
- Monte Trobio - 2.865 m
- Monte Costone - 2.836 m
- Pizzo Strinato - 2.836 m
- Pizzo di Rodes - 2.831 m
- Pizzo dei Tre Confini - 2.824 m
- Cime di Caronella - 2.796 m
- Monte Telenek - 2.753 m
- Monte Sellero - 2.743 m
- Monte Aga - 2.720 m
- Pizzo Poris - 2.712 m
- Monte Torsoleto - 2.708 m
- Monte Grabiasca - 2.705 m
- Pizzo Tornello - 2.687 m
- Monte Castel di Pìcol - 2.680 m
- Monte Masoni - 2.663 m
- Monte Borga - 2.661 m
- Monte Pradella - 2.626 m
- Corno Stella - 2.620 m
- Monte Legnone - 2.610 m
- Monte Cabianca - 2.601 m
- Pizzo Zerna - 2.572 m
- Pizzo dei Tre Signori - 2.554 m
- Cima Tonale - 2.544 m
- Monte Toro - 2.524 m
- Pizzo Alto - 2.518 m
- Cima Vallocci - 2.510 m
- Pizzo Trona - 2.510 m
- Pizzo Campaggio - 2.502 m

### Passi e valichi
Caratteristica importante della dorsale orobica è la scarsità di valichi transitabili. La maggior parte dei passi, infatti, è situata a quote piuttosto elevate (specialmente nel settore orientale) e risulta servita solo da sentieri o mulattiere.
L'unica strada asfaltata che valica la dorsale è quella del Passo di San Marco (1992 m), che ricalca in parte il percorso dell'antica Via Priula, realizzata nel XVI secolo e collega Mezzoldo, in Val Brembana, con Morbegno, in Valtellina.

### Orogenesi

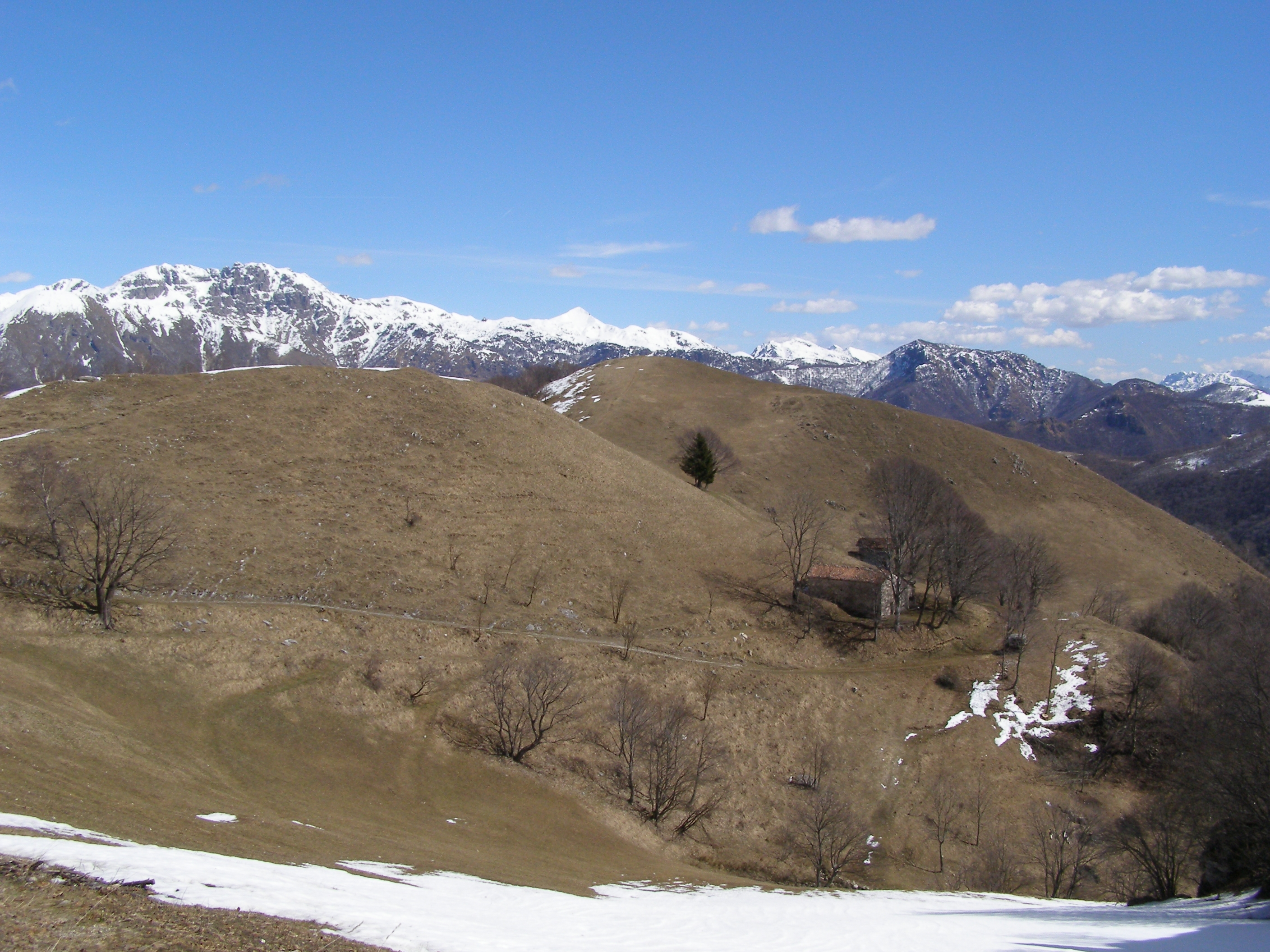
Pian dei Resinelli

La metamorfosi delle Alpi Orobie comprende un periodo lungo quasi 300 milioni di anni. Pochi sono i luoghi della terra che raccolgono così tante e così diverse situazioni geologiche. Nel periodo più antico della loro esistenza, il Permiano, il complesso montuoso, simile alle Ande dei nostri giorni, fu interessato da un'intensa attività vulcanica. Le eruzioni di tale periodo portarono alla formazione di Collio, situata nell'omonima località dell'alta Val Trompia nel bresciano. Il materiale eruttato dai vulcani e quello derivante dall'erosione delle rocce metamorfiche dei rilievi, fu trasportato a valle dai corsi d'acqua e sedimentato, in forma di limi, sabbia e ghiaia, in vasto bacino alluvionale. In questo enorme bacino sedimentario, laghetti di acqua dolce erano abitati da anfibi e rettili.
Durante la fine del Permiano, si costituì una formazione di rocce definita verrucano lombardo, ovvero una successione di rocce, ben evidente perché di colore rossastro. Il nome verrucano deriva dal Monte Verruca, nella zona del Monte Pisano in Toscana, dove si trova un conglomerato di rocce simili. La regione fu raggiunta, nel Triassico Inferiore, dal mare. Possiamo individuare come antichi sedimenti marini rocce arenarie e marne, indicate con il nome di Servino o formazione di Werfen. A partire dal Triassico Medio si sono depositati calcari e dolomie che, formando barriere coralline, hanno dato origine ai gruppi montuosi a sud delle Orobie. A parte i depositi del Quaternario, le rocce più recenti risalgono a circa 30 milioni di anni fa e sono di tipo intrusivo.
Oggi la disposizione delle rocce non è più quella originaria in seguito alle trasformazioni operate dall'orogenesi alpina. Si è assistito ad un generale accorciamento della crosta primitiva, il quale ha portato a piegamenti e accavallamenti (chiamati sovrascorrimenti) di rocce che in origine seguivano un andamento nord-sud. Sono proprio gli accavallamenti l'aspetto più interessante della zona, poiché caratterizzati dalla sovrapposizione di rocce più antiche a rocce più recenti. Il principale sovrascorrimento è delimitato dalla faglia orobica, che in unione a faglie minori presenta un andamento est-ovest nella zona centrale. In definitiva, la struttura delle Orobie sarebbe il raccorciamento della crosta terrestre di un centinaio di chilometri.
Sono i ghiacciai del Pleistocene, il più antico periodo del Quaternario, ad aver contribuito al modellamento delle Orobie: durante tale periodo, occuparono gran parte dei monti, incidendo il fondo delle vallate. L'azione glaciale ha portato alla formazione di conche, valli a "U", valli cinte da versanti con ripidi pendii (valle Seriana), fondivalle lisciati e arrotondati, ricchi di conche, alcune delle quali ancora occupate da laghi piccoli e grandi. Sono proprio queste conche ad aver assorto alla funzione di serbatoi artificiali d'acqua per la produzione di energia idroelettrica.
Bruschi pendii, in corrispondenza di rocce resistenti all'erosione e in epoca glaciale occupati da cascate di ghiaccio (ice-falls), sono oggi sede di cascate come quelle del Serio a Valbondione, le più alte d'Italia attivate solo per qualche ora all'anno. I ghiacciai non hanno solo scavato parte della superficie della crosta terrestre ma anche accumulato il materiale che essi trasportavano: vi sono ovunque depositi morenici, anche di notevole spessore. Ricordiamo i ghiacciai di pietra (rock-glaciers): corpi detritici accumulatisi sui versanti o originari depositi morenici fluiti lentamente verso il basso nel corso dei secoli e dei millenni.
Un caso anomalo rispetto alla formazione generale delle Orobie, riguarda la zona di Zogno, in Valle Brembana: le rocce di quest'area, sotto l'azione di spinte, invece di fratturarsi come avviene nel caso di rocce più compatte quali le dolomie, si sono piegate e talvolta accartocciate su sé stesse.

## Fauna
Fra le specie caratteristiche delle Orobie vi sono vari ungulati selvatici: cinghiale, capriolo, cervo, muflone, camoscio e stambecco.

## Aree protette
Oltre al parco delle Orobie Valtellinesi ed al parco delle Orobie Bergamasche, le aree protette delle Alpi Orobie sono la riserva naturale delle Valli di Sant'Antonio e la riserva naturale orientata Bosco dei Bordighi.